# Georges Kiejman
Georges Kiejman, né le 12 août 1932 à Paris et mort le 9 mai 2023 dans la même ville, est un avocat et homme politique français.

## Biographie

### Famille
Georges Kiejman est le fils d'Alter Kiejzman, artisan tailleur, et de Brandla Czarnecka, tous deux Juifs venus de Pologne avec leurs deux enfants,. Alter est né le 11 février 1896 à Garwolin. Son père et sa sœur sont arrêtés et déportés à Auschwitz. Alter est déporté par le convoi no 57, en date du 18 juillet 1943, du camp de Drancy vers Auschwitz. Il est âgé de 47 ans. Alter y meurt mais sa sœur Liliane en revient. Réfugié avec sa mère à Loye-sur-Arnon, Georges Kiejman fait ses études au collège de Saint-Amand-Montrond puis au lycée Voltaire à Paris. Il vit de nombreux petits métiers (cloueur dans la fourrure, serveur) et poursuit ses études de droit à la Sorbonne pour devenir avocat. Il se spécialise en droit public, puis se consacre principalement au champ pénal et au droit d'auteur.
Séducteur dandy, aimant fréquenter les femmes et les actrices, il épouse en troisièmes noces le 1er octobre 1983 la princesse Laure de Broglie (née en 1952), dont il a trois enfants,. Il avait précédemment épousé Claude Schwab, journaliste, puis l'actrice Marie-France Pisier,. Il est le cousin du pianiste René Urtreger.

### Carrière d'avocat
Georges Kiejman prête serment au barreau de Paris en décembre 1953 ; il obtient la coupe d'éloquence des jeunes avocats (UJA) en 1954 ; il est nommé deuxième secrétaire de la conférence du stage en 1955.
De 1962 à 1991, dans des procédures au civil, il est l'avocat de nombreux éditeurs, notamment des éditions Gallimard. À cette occasion, il plaide pour Eugène Ionesco, Henry de Montherlant, et les héritiers d'Albert Camus. Il assure la défense des éditions du Seuil dans la série de procès intentés au livre Les Dossiers noirs de la police française de Denis Langlois.
En 1976, dans ce qui est la première de ses procédures au pénal, il défend Pierre Goldman et obtient son acquittement du meurtre de deux pharmaciennes, mais ne solde pas le contentieux au civil portant sur les dommages et intérêts à payer à un jeune policier gravement blessé en tentant d'arrêter l'auteur du double meurtre.
En 1977, il revient à la défense du monde de l'édition et défend Guy Debord et l'éditeur Gérard Lebovici, cofondateur de la maison d'édition Champ libre. Les lettres polémiques qu'ils s'échangèrent sont recueillies dans le volume 1 de la Correspondance des éditions Champ libre publié en 1978.
Il est l'avocat d'Alain Caillol, criminel français condamné en 1982 à vingt ans de réclusion criminelle pour la séquestration du baron Empain.
Il est également l'avocat des Cahiers du cinéma et de réalisateurs issus ou influencés par la Nouvelle Vague (François Truffaut, Jean-Luc Godard, Jacques Demy, Louis Malle, Costa-Gavras et Maurice Pialat), ainsi que pour de nombreux acteurs (Simone Signoret, Jeanne Moreau, Yves Montand, Sophie Marceau). Cela le conduit plus tard, de 1989 à 1990, à être président de la commission d'avances sur recettes de films.
En 1987, il est l'avocat du gouvernement américain dans le procès qui conduit à la condamnation à perpétuité du chef des FARL, Georges Ibrahim Abdallah.
En 1987, il est l'avocat de la famille de Malik Oussekine, l'étudiant tué en marge d'une manifestation contre le projet de loi Devaquet. Il s'est battu activement pour la libération des enfants du général Oufkir, détenus au Maroc jusqu'en 1991.
En 1996, il est l'avocat des héritiers de François Mitterrand, parties civiles lors du procès du Dr Gubler, ce dernier étant accusé par le ministère public d’avoir violé le secret médical dans son livre Le Grand Secret. En 1998, il obtient la condamnation du journaliste Gérard Chauvy pour diffamation envers les époux Lucie et Raymond Aubrac.
En 2002, il est l'avocat de la famille de Ghislaine Marchal devant la Cour de révision à l'occasion de la tentative de révision du procès Omar Raddad. Ce dernier est défendu par Jacques Vergès.
En 2005, il défend la psychanalyste Élisabeth Roudinesco, attaquée en diffamation pour avoir suggéré un « antisémitisme masqué » instillé par l’ouvrage Mensonges freudiens de Jacques Bénesteau et le Club de l'horloge.
En 2007, il est avec Richard Malka l'un des deux avocats à la défense de l'hebdomadaire Charlie Hebdo lors du procès concernant les caricatures de Mahomet, intenté par l'UOIF, le Conseil français du culte musulman et la grande mosquée de Paris, à l'issue duquel le journal est relaxé,.
En tant qu'avocat, c'est lui qui pilote la procédure de divorce à l'amiable entre Nicolas Sarkozy et Cécilia Sarkozy. Il représente la famille de Marie Trintignant dans le procès de Bertrand Cantat.
En 2009, il défend Roman Polanski,.
Il devait être l'avocat de Liliane Bettencourt dans le procès l'opposant à sa fille, Françoise Bettencourt-Meyers ; le procès n'a finalement pas lieu à la suite d'un accord conclu entre les protagonistes de l'affaire Banier-Bettencourt. Ses services ont alors été rémunérés à hauteur de 1,2 million d'euros.
En 2011, il rejoint la défense de l'ancien président Jacques Chirac dans l'affaire des emplois fictifs de la mairie de Paris.

### Carrière ministérielle
- Ministre délégué auprès du garde des Sceaux, ministre de la Justice[26], du 2 octobre 1990 au 15 mai 1991, après le troisième remaniement du gouvernement Michel Rocard ;
- Ministre délégué auprès du ministre de la Culture et de la Communication, chargé de la Communication (gouvernement Édith Cresson, 15 mai 1991 - 2 avril 1992) ;
- Ministre délégué auprès du ministre des Affaires étrangères (gouvernement Pierre Bérégovoy, 2 avril 1992 - 29 mars 1993).

### Révision du code pénal
En octobre 1981, il est nommé par le garde des Sceaux, Robert Badinter, membre de la commission de révision du code pénal, chargée d'élaborer un avant-projet de code pénal. Des travaux de cette commission sont à l'origine de l'actuel code pénal entré en vigueur le 1er mars 1994. Toujours sous l'ère du ministre Badinter, il est nommé en février 1984 membre de la commission presse-justice.

### Prises de position
Proche de l'ancien président du conseil Pierre Mendès France, dont il est le collaborateur et l'ami pendant vingt ans, puis de François Mitterrand, Georges Kiejman s'est engagé à gauche, bien qu'il ne se soit jamais présenté à des fonctions électives.

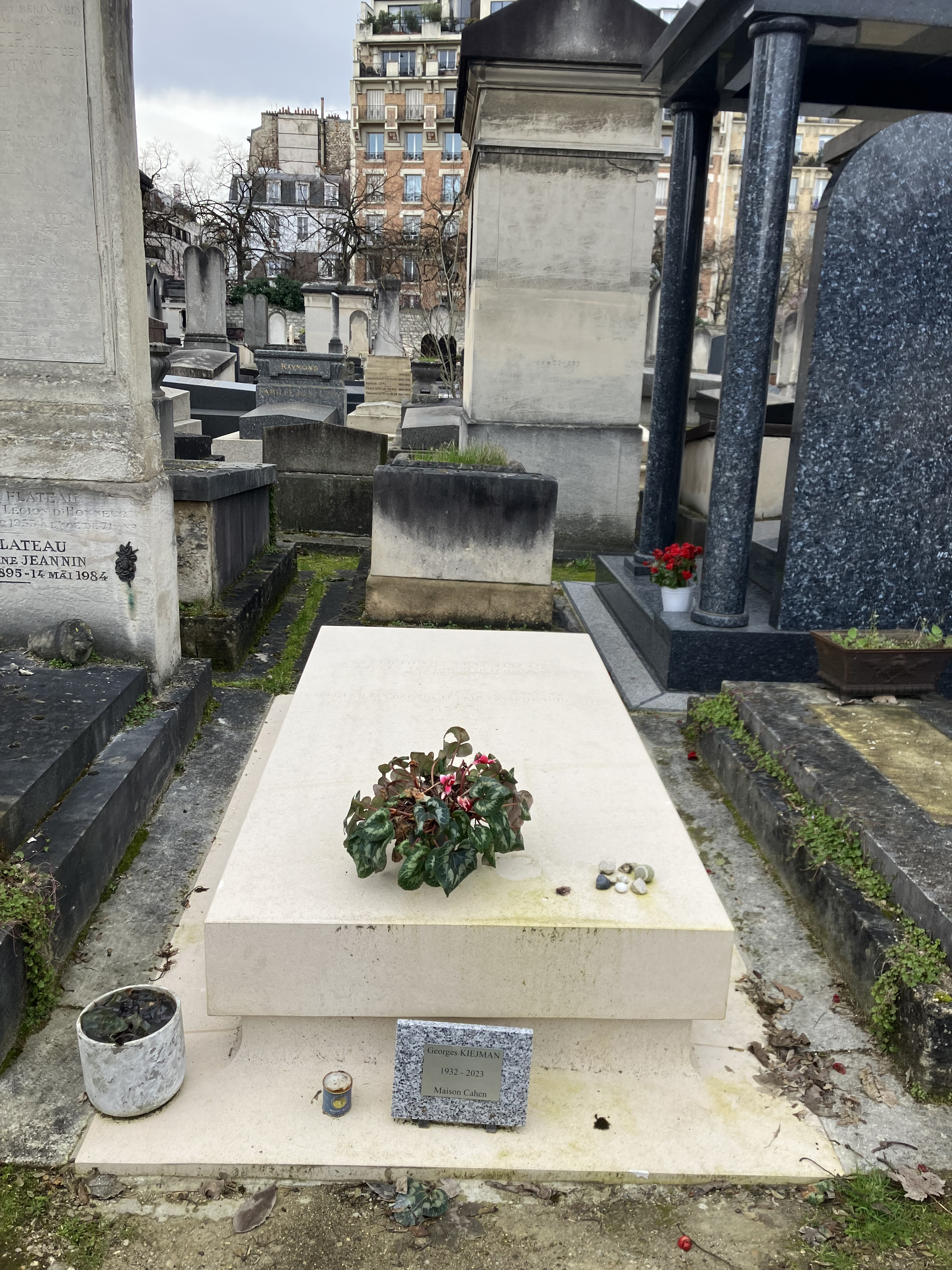
Tombe de Georges Kiejman au cimetière du Montparnasse (division 30).

En 1990, ce fils de déporté n'hésite pas à s'interroger publiquement sur l'utilité de juger René Bousquet, ex-chef de la police du régime de Vichy et ami du président de la République Mitterrand, qui avait déjà été jugé quarante ans auparavant. Ministre délégué chargé de la Justice, il déclare en octobre 1990 : « Au-delà de la nécessaire lutte contre l'oubli, il peut paraître important de préserver la paix civile. Il y a d'autres moyens qu'un procès pour dénoncer la lâcheté du régime de Vichy ». Plus tard, il reconnaît : « J’ai commis une bourde ».

### Mort
Il meurt le 9 mai 2023 à Paris, des suites d'une crise cardiaque,. Il est inhumé au cimetière du Montparnasse (division 30, petit cimetière).

## Distinctions
- Grand officier de la Légion d'honneur, 2014[31], officier, 1994[32], commandeur, 2002[32]

## Publications
- 2019 : Éloge de l'irrévérence, co-écrit avec Richard Malka, éditions Grasset & Fasquelle.
- 2021 : L’homme qui voulait être aimé, co-écrit avec Vanessa Schneider, éditions Grasset & Fasquelle, Mémoires  (ISBN 978-2-246-82858-7).

## Filmographie

### Documentaires
Il consacre trois émissions pour France 5 à quelques-uns des plus grands procès de l'histoire française, qui sont édités par la suite en DVD. Il obtient pour ces émissions le prix Charles-Cros 2007.

### Films de fiction
- 1973 : Le Journal d'un suicidé de Stanislav Stanojevic : l'avocat (voix)
- 1976 : L'Assassin musicien de Benoît Jacquot
- 1978 : L'Exercice du pouvoir de Philippe Galland : R.P. Roumagne
- 2013 : L'Harmonie familiale de Camille de Casabianca : Maurice
- 2013 : Belle du Seigneur de Glenio Blonder : délégué français à la Société des Nations[34].
- 2017 : Numéro une de Tonie Marshall
- 2023 : Le Procès Goldman de Cédric Kahn : joué par Arthur Harari

### Téléfilms
- 2013 : La Dernière Campagne de Bernard Stora : joué par Alain Libolt
- 2022 : Oussekine (série télévisée) d'Antoine Chevrollier : joué par Kad Merad